# Chase Ellison
Pour les articles homonymes, voir Ellison.
Chase Ellison (né le 22 septembre 1993 à Reno, dans le Nevada) est un acteur américain.

## Biographie
Charlie Ellison a commencé sa carrière d'acteur à l'âge de 7 ans dans la série télévisée, Associées pour la loi (Family Law). En 2004, il joue dans le rôle de Neil McCornick dans le film Mysterious Skin. En 2011, il est diplômé de Mt.  Carmel High School et entre à l'université Loyola Marymount.

## Filmographie

### Cinéma
- 2001 : Scenes of the Crime : Blake Berg
- 2004 : Mysterious Skin : Neil McCormick Jeune
- 2005 : End of the Spear : Steve Saint Jeune
- 2006 : Petits suicides entre amis (Wristcutters: A Love Story) de Goran Dukić : Kid Kostya
- 2007 : Quake : Toby Fisher
- 2007 : Towelhead : Zack Vuoso
- 2008 : The Year of Getting to Know Us : Christopher Rocket Jeune
- 2008 : Fireflies in the Garden :  Christopher Lawrence
- 2010 : Unstoppable
- 2011 : That's What I Am : Andy Nichol
- 2012 : Sunday's Mother : Sunday

### Télévision
- 2000 : Associées pour la loi (Family Law) : Ryan McClendon/Pierce
- 2000 : Sept à la maison (7th Heaven) : Simon Camden Jeune
- 2001 : Providence : Jake
- 2001 : The Perfect Wife :  Ruben Tyman Jeune
- 2001 : Malcolm
- 2002 : Santa, Jr.
- 2002 : Boomtown
- 2003 : The Division : Justin Brinkmeyer
- 2005 : The Mostly Unfabulous Social Life of Ethan Green
- 2005 : Malcolm : Francis Wilkerson Jeune
- 2005 : Six Feet Under : George Sibley Jeune
- 2005 : The Young and the Restless : Noah Newman
- 2006 : Rodney : George Sibley
- 2006 : Deadwood : Richie
- 2006 : Saved : Ben
- 2007 : You've Got a Friend : Tommy
- 2010 : Summer Camp : Derek Matson
- 2010 : Tooth Fairy : Randy Harris
- 2010 : The Boy Who Cried Werewolf : Hunter Sands
- 2011 : How I Met Your Mother : Scott
- 2012 : Village People : Scott